# Serse Soverini
Serse Soverini (né le 18 avril 1962 à Bologne) est un homme politique italien, membre du Parti démocrate.
De 2018 à 2019, il est membre du parti Italie en commun, parti sous lequel il est élu député lors des élections de 2018.